# Tipula (Eumicrotipula) novaleonensis
Tipula (Eumicrotipula) novaleonensis is een tweevleugelige uit de familie langpootmuggen (Tipulidae). De soort komt voor in het Neotropisch gebied.